# Bonny-sur-Loire
Bonny-sur-Loire är en kommun i departementet Loiret i regionen Centre-Val de Loire strax norr Frankrikes mitt. Kommunen ligger i kantonen Briare som tillhör arrondissementet Montargis. År 2022 hade Bonny-sur-Loire 1 851 invånare.

## Befolkningsutveckling
Antalet invånare i kommunen Bonny-sur-Loire
| Referens: INSEE |